# Sự kiện Đặng Ngọc Kiều
Sự kiện Đặng Ngọc Kiều (tiếng Trung: 邓玉娇事件, bính âm: Dèng Yùjiāo Shìjiàn, Hán-Việt: Đặng Ngọc Kiều sự kiện) xảy ra vào ngày 10 tháng 5 năm 2009 tại một khách sạn ở huyện Ba Đông, tỉnh Hồ Bắc, Cộng hòa Nhân dân Trung Hoa. Đặng Ngọc Kiều, một thợ làm móng chân 21 tuổi, đã cố gắng khước từ sự đeo đuổi của Đặng Quý Đại (邓贵大, Deng Guida), chủ nhiệm của một văn phòng thu hút đầu tư cho thị trấn, người đã đến khách sạn để mua dâm. Cô bị cáo buộc đã đâm người tấn công vài lần để tự vệ, dẫn đến cái chết của ông ta. Công an huyện Ba Đông đã bắt giữ Đặng Ngọc Kiều và cáo buộc cô với tội giết người và không cho tại ngoại.
Sự kiện này được biết đến toàn quốc qua các diễn đàn và chat room trên Internet, nơi nhiều người đã tỏ ra phẫn nộ với cư xử của công an đối với cô. Sự kiện vang âm với sự giận dữ của người dân đối với việc không làm gì được với các quan chức tham nhũng và đồi bại, và đã đưa đến trên bốn triệu bài viết trên các diễn đàn khắp nước. Giới chức Trung Quốc cố gắng làm êm chuyện bằng cách giới hạn nó trong các trang Web tại Trung Quốc, và nhiều xâu thảo luận đã bị kiểm duyệt. Sau một làn sóng phản đối công khai và thư thỉnh cầu trên mạng, các công tố viên đã bỏ cáo buộc giết người, cho cô tại ngoại, và đã cáo buộc cô với tội danh nhẹ hơn là "cố ý hành hung". Cô bị tòa kết án, nhưng không bị tuyên án vì tình trạng tâm thần của cô. Hai quan chức khác sống sót trong sự kiện đã bị đuổi việc, cũng do áp lực của công chúng.

### Tiếng Trung Quốc
- (tiếng Trung)北京律师披露邓玉娇案"性侵犯细节" Lưu trữ ngày 29 tháng 5 năm 2009 tại Wayback Machine
- (tiếng Trung)邓玉娇控告书
- (tiếng Trung)邓玉娇："我过得很幸福"——南方周末 2009-12-31[liên kết hỏng]
- (tiếng Trung)巴东碎片：烈女邓玉娇回访实录：人消失了？ 来源： 南方人物周刊